# Thesium procumbens
Thesium procumbens är en sandelträdsväxtart som beskrevs av Carl Anton von Meyer. Thesium procumbens ingår i släktet spindelörter, och familjen sandelträdsväxter. Inga underarter finns listade i Catalogue of Life.